# Carl Emanuel Nygren
Carl Emanuel Nygren, född den 3 augusti 1874 i Karlstad, död där den 7 september 1936, var en svensk lokalhistoriker och major. 
Han var son till regementsintendenten  vid Värmlands regemente Emanuel Nygren och Emma Magnusson. Han avlade studentexamen vid Karlstads läroverk 1892. Han var officer vid Värmlands regemente, blev kapten där 1907 och major i armén 1929. Han tjänstgjorde tidvis vid Generalstabens krigshistoriska avdelning. Åren 1922-34 tillhörde han stadsfullmäktige i Karlstad.
Nygren bedrev en omfattande forskning rörande  Karlstads och Värmlands historia och var bl a författare till flera delar av Karlstads stads historia. Som personhistoriker utgav han en matrikel över eleverna vid Karlstads läroverk under 1800-talets senare del. Han omnämns som elev där i delen 1875-85. Han utarbetade bl a ett register till familjenotiserna i Vermlands tidningar 1774-1915 och uppordnade flera statliga och kyrkliga arkiv i Karlstad.  Som personhistoriker utgav han  en matrikel över eleverna vid Karlstads läroverk under senare hälften av 1800-talet. 
Nygren var gift med Gertrud Åström, född 1883, dotter till prosten Gustaf Åström i Söderbärke.